# Província d'Ístria
La província d'Ístria dins la corona austríaca es va formar el 4 de març de 1849 a la reorganització administrativa que va seguir la revolució hongaresa. La província fou dotada d'una Dieta provincial autònoma el 1861. El 21 de desembre de 1867 va quedar dins la Cisletània o meitat austríaca de l'Imperi. La província fou ocupada per Itàlia el 9 de novembre de 1918 i li fou formalment cedida el 10 de setembre de 1919.